# Kelch-Steinkraut
Das Kelch-Steinkraut (Alyssum alyssoides) ist eine Pflanzenart aus der Gattung der Steinkräuter (Alyssum) innerhalb der Familie der Kreuzblütengewächse (Brassicaceae).

## Beschreibung

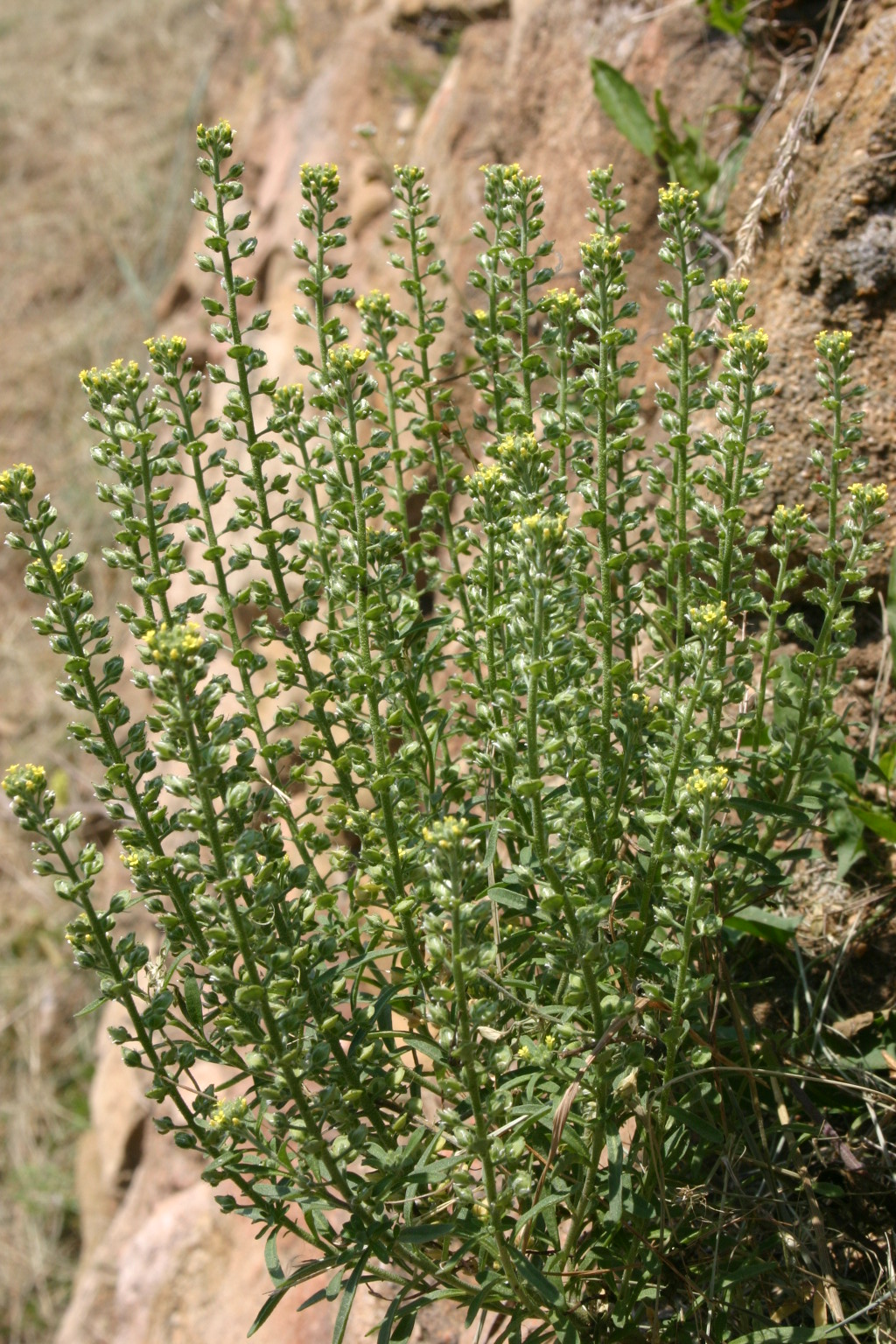
Habitus

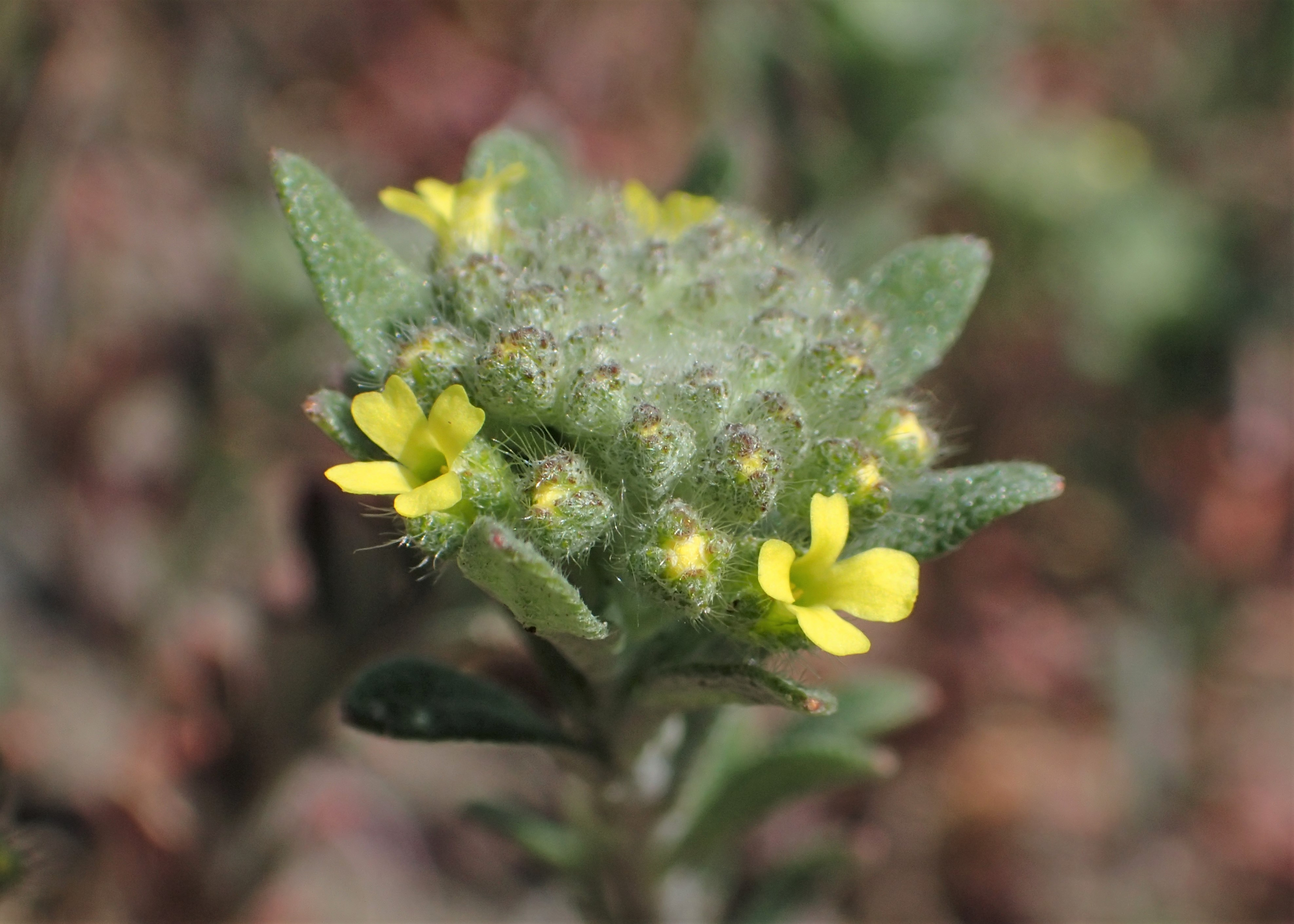
Blütenstand

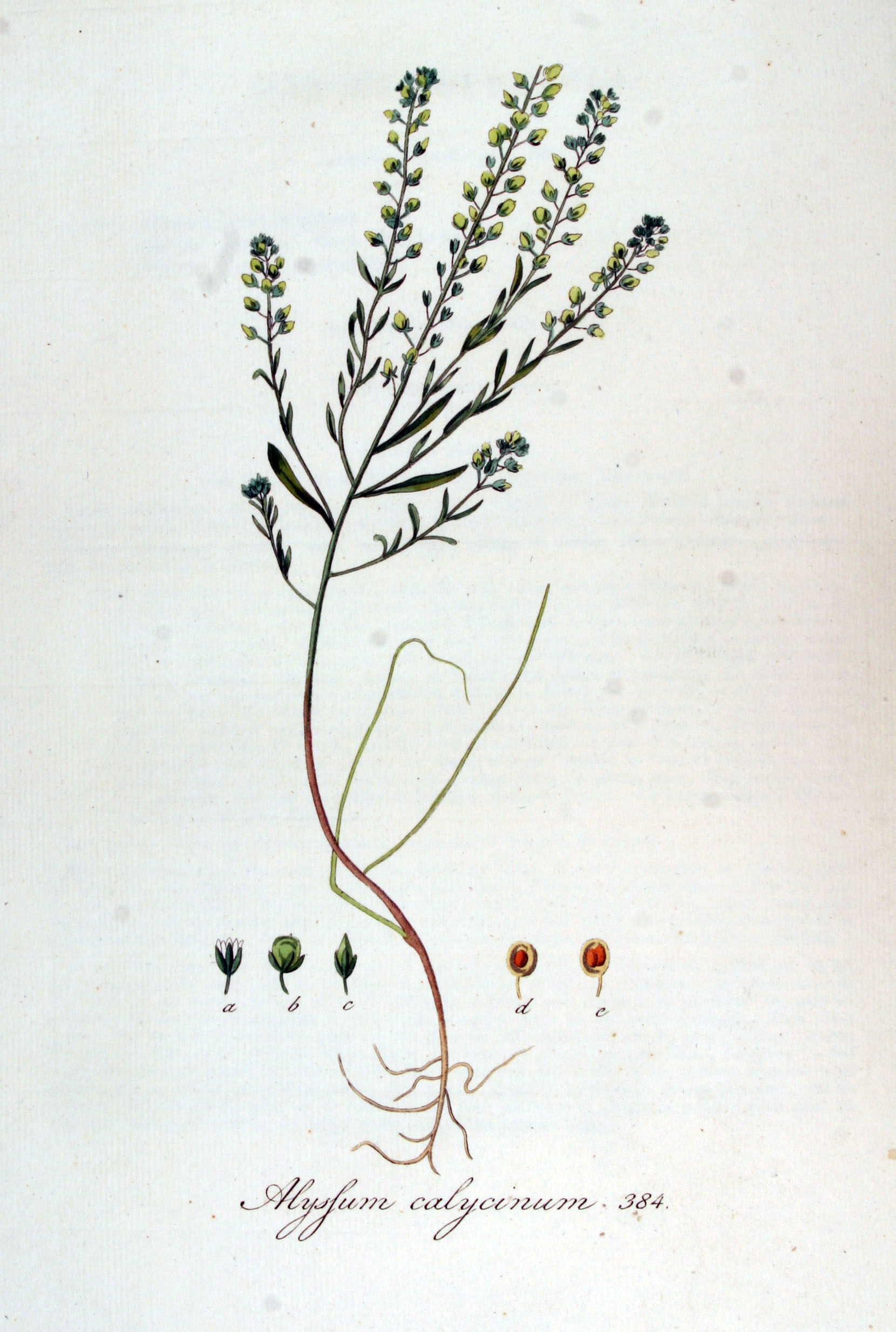
Illustration aus Flora Batava, Volume 5

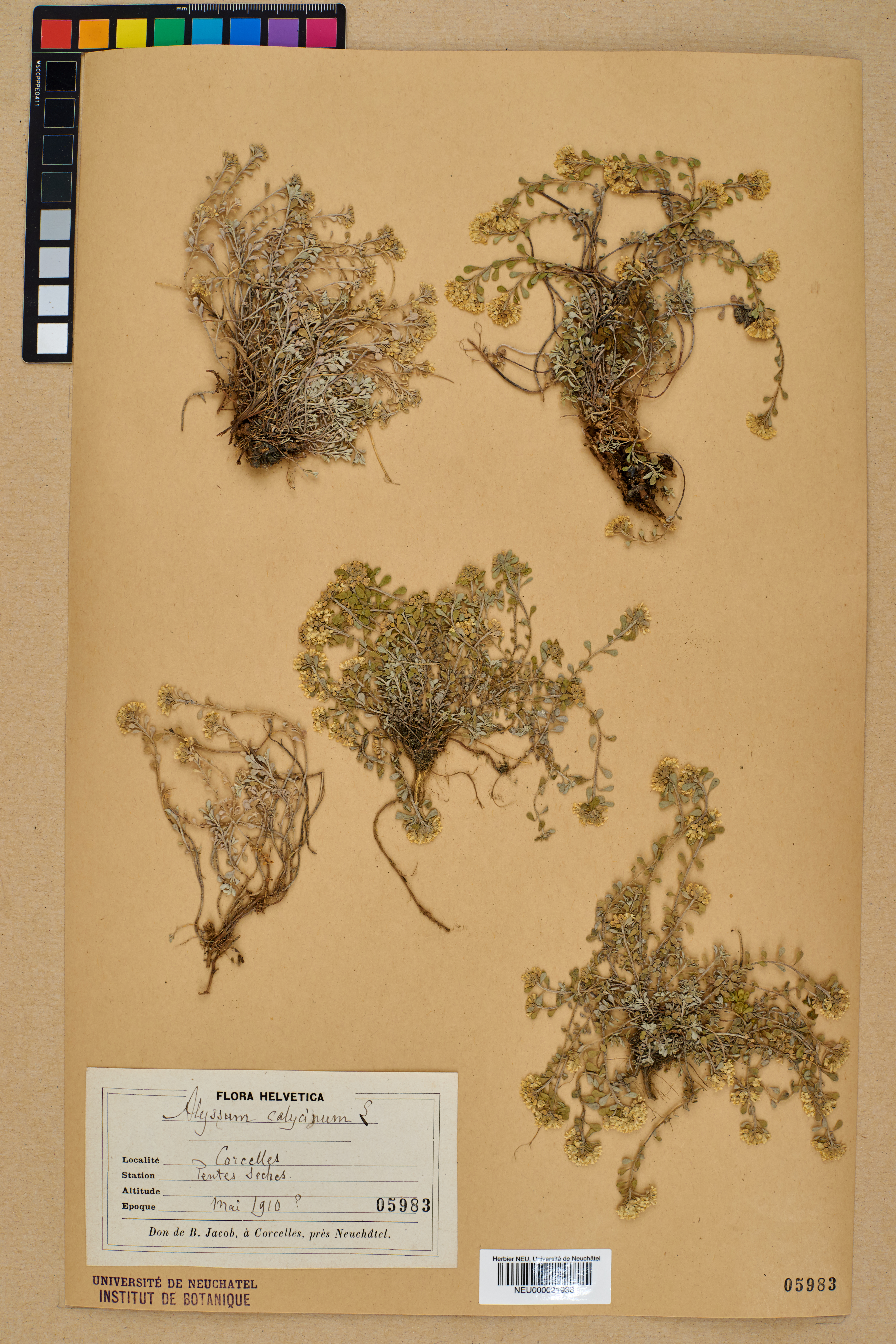
Herbarbeleg

### Vegetative Merkmale
Das Kelch-Steinkraut wächst als einjährige krautige Pflanze und erreicht Wuchshöhen von 8 bis 30 (selten 40) Zentimetern. Die Wurzel ist lang, dünn und spindelförmig ausgebildet. Der Stängel wächst aufrecht oder aufsteigend und besitzt an der Basis meist zahlreiche aufsteigende Äste, die so lang oder länger als der Haupttrieb sind.
Die Laubblätter sind bei einer Länge von 5 bis 30 Millimetern lanzettlich und die unteren verkehrt-eiförmig. Sie sind in einen kurzen Stiel verschmälert. Die oberen sind kürzer gestielt als die unteren. Die Blätter sind ganzrandig. Die Blattunterseite ist durch Sternhaare weißlich und die -oberseite durch lockere Behaarung hell-graugrün gefärbt.

### Generative Merkmale
Die Blütezeit reicht von April bis September. Der endständige, traubige Blütenstand enthält 20 bis 50 Blüten. Die Blütenstiele weisen eine Länge von 2 bis 5 Millimetern auf und sind aufrecht abstehend bis fast waagerecht abstehend.
Die zwittrigen Blüten sind vierzählig. Die 2 bis 3 Millimeter langen Kelchblätter bleiben bis zur Fruchtreife erhalten. Die vier blass-schwefelgelben Kronblätter sind 2,5 bis 4 Millimeter lang, sie sind lineal-länglich, am oberen Ende etwas verbreitert, gestutzt bis ausgerandet und verfärben sich bei Ende der Anthese weißlich. Sie sind auf der Rückseite sternhaarig.
Die längeren Staubfäden sind 2 Millimeter lang und ohne Anhängsel, die kürzeren auf beiden Seiten mit einer Borste versehen. Der Griffel ist 0,3 bis 0,5 Millimeter lang. Die Narbe ist flach und nicht breiter als der Griffel. Die sternhaarigen Schötchen sind bei einer Länge von 3 bis 4,5 Millimetern fast rund mit bauchigen Fruchtklappen. Die Samen sind eiförmig, 1,2 bis 1,5 Millimeter lang, ringsum schmal geflügelt, glatt und gelbbraun.
Die Chromosomenzahl beträgt 2n = 32.

## Ökologie
Beim Kelch-Steinkraut handelt es sich um einen Therophyten.
Blütenökologisch handelt es sich um winzige blassgelbe „Pollenscheibenblumen“ ohne Nektardrüsen. Es erfolgt vorwiegend spontane Selbstbestäubung, indem sich die Staubblätter vor dem Abblühen zur Narbe hin krümmen. Die Blüten enthalten keinen Nektar und bleiben unauffällig, da die aufrechten Kelchblätter und die Nägel der Kronblätter eng zusammenschließen.
Die Ausbreitung der Samen erfolgt durch stärkeren Wind.

## Vorkommen
Alyssum alyssoides kommt in Süd-, Mittel- und Osteuropa vor. Es ist auch in Vorderasien und im nordwestlichen Afrika zu finden. Es ist ein submediterranes Florenelement. Alyssum alyssoides kommt in Mitteleuropa nur gebietsweise verbreitet vor. Es gibt Fundortangaben für die Länder Marokko, Portugal, Spanien, Frankreich, Korsika, Sizilien, Sardinien, Italien, die Schweiz, Österreich, Deutschland, Luxemburg, die Niederlande, Belgien, Polen, Estland, Lettland, Litauen, Belarus, Tschechien, die Slowakei, Ungarn, Slowenien, Kroatien, Serbien, Bosnien und Herzegowina, Montenegro, Albanien, Bulgarien, Rumänien, Nordmazedonien, Griechenland, die Türkei, die Ukraine, Moldawien, Russland und den Kaukasusraum.
In der Schweiz kommt Alyssum alyssoides allgemein verbreitet vor. Das Kelch-Steinkraut kommt in Deutschland im mittleren und nordöstlichen Gebiet zerstreut bis verbreitet vor; im Nordwesten und südlich der Donau ist es selten oder fehlt ganz. In Österreich tritt das Kelch-Steinkraut in allen Bundesländern zerstreut bis selten auf. In den westlichen Alpen und im nördlichen und südöstlichen Alpenvorland gilt es als gefährdet. Es steigt in Graubünden bis in eine Höhenlage von 1780 Metern und in Zermatt bis 2606 Meter auf.
Das Kelch-Steinkraut gedeiht am besten auf warmen, offenen und oft kalkhaltigen Böden. Es wächst in Trockenrasengesellschaften. Alyssum alyssoides ist in Mitteleuropa gebietsweise eine Charakterart des Alysso-Sedetum, kommt aber auch in anderen Pflanzengesellschaften der Klasse Sedo-Scleranthetea vor.
Die ökologischen Zeigerwerte nach Landolt et al. 2010 sind in der Schweiz: Feuchtezahl F = 1+ (trocken), Lichtzahl L = 4 (hell), Reaktionszahl R = 3 (schwach sauer bis neutral), Temperaturzahl T = 3+ (unter-montan und ober-kollin), Nährstoffzahl N = 2 (nährstoffarm), Kontinentalitätszahl K = 4 (subkontinental).

## Taxonomie
Die Erstveröffentlichung erfolgte 1753 unter dem Namen (Basionym) Clypeola alyssoides durch Carl von Linné. Das Artepitheton alyssoides bedeutet „Steinkraut-ähnlich“. Linné veröffentlichte 1759 den akzeptierten Namen Alyssum alyssoides (L.) L. in Systema Naturae Editio decima, 2, S. 1130. Ein weiteres Synonym für Alyssum alyssoides (L.) L. ist Alyssum calycinum L.

## Trivialnamen
Weitere zum Teil auch nur regional gebräuchliche Trivialnamen für das Kelch-Steinkraut sind oder waren: Mählweiß (Österreich), Schildkraut und Steinkraut.

## Bilder

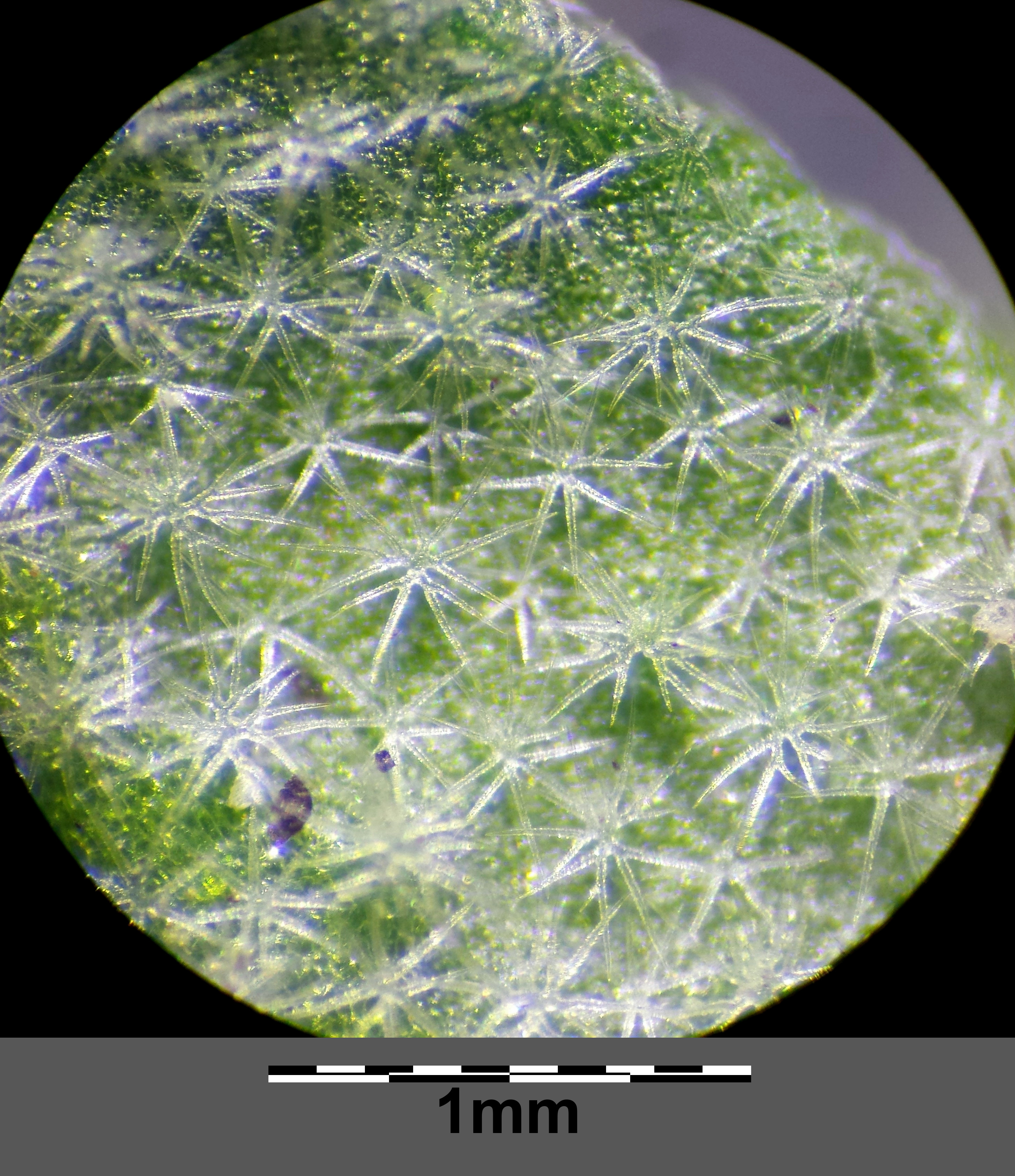
Laubblattunterseite mit Sternhaaren
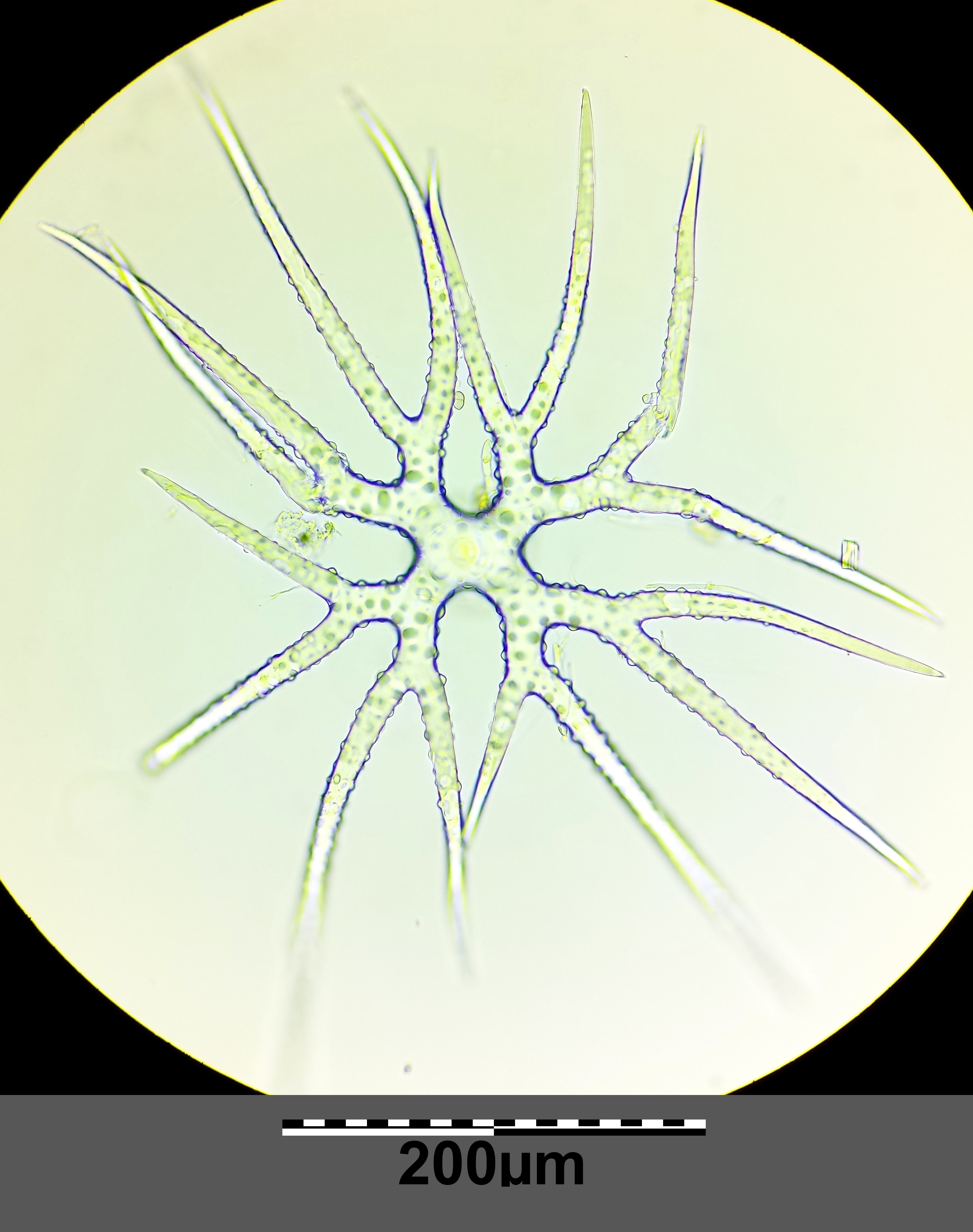
Sternhaar
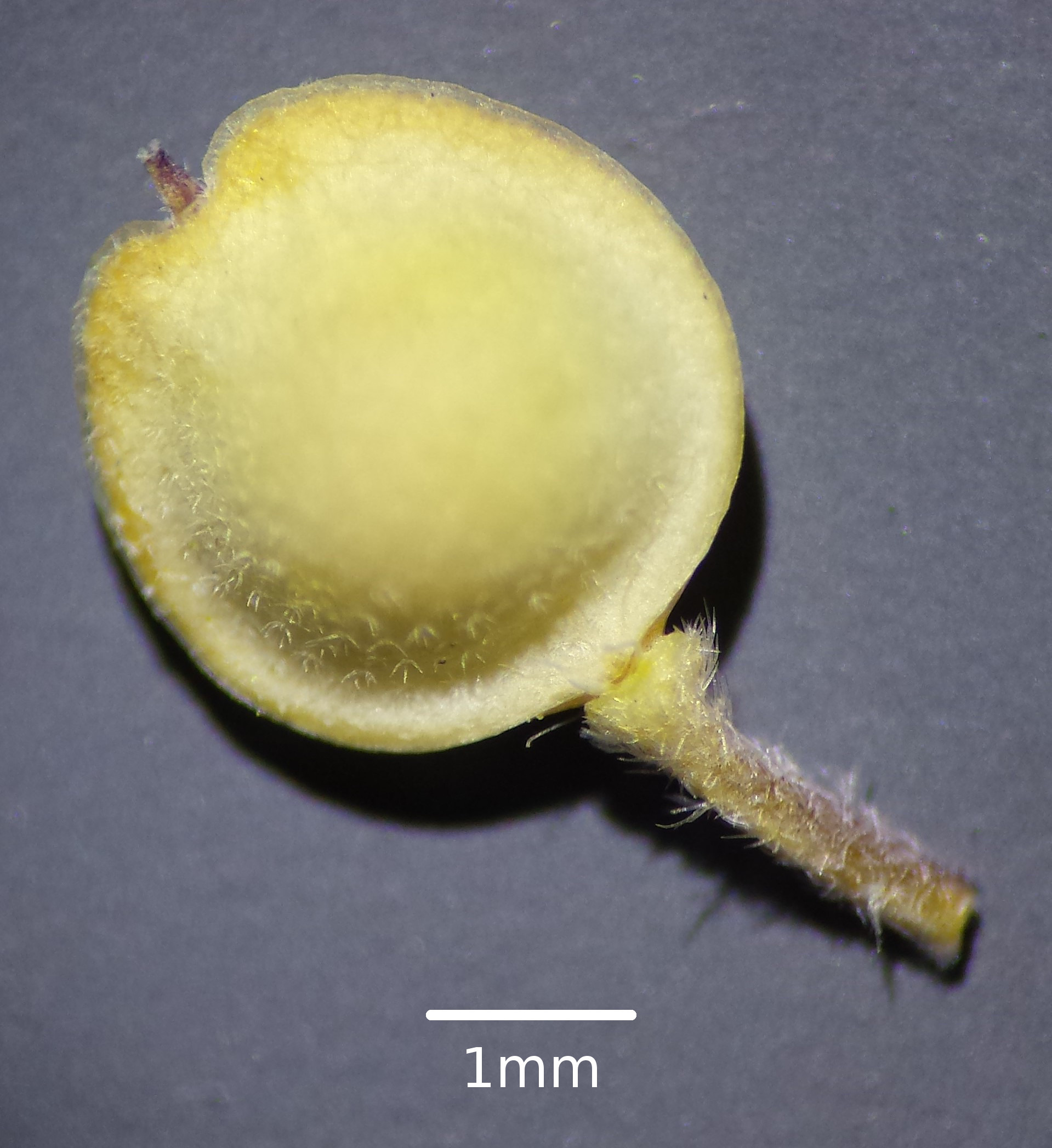
Reifes Schötchen mit Sternhaar-Indument
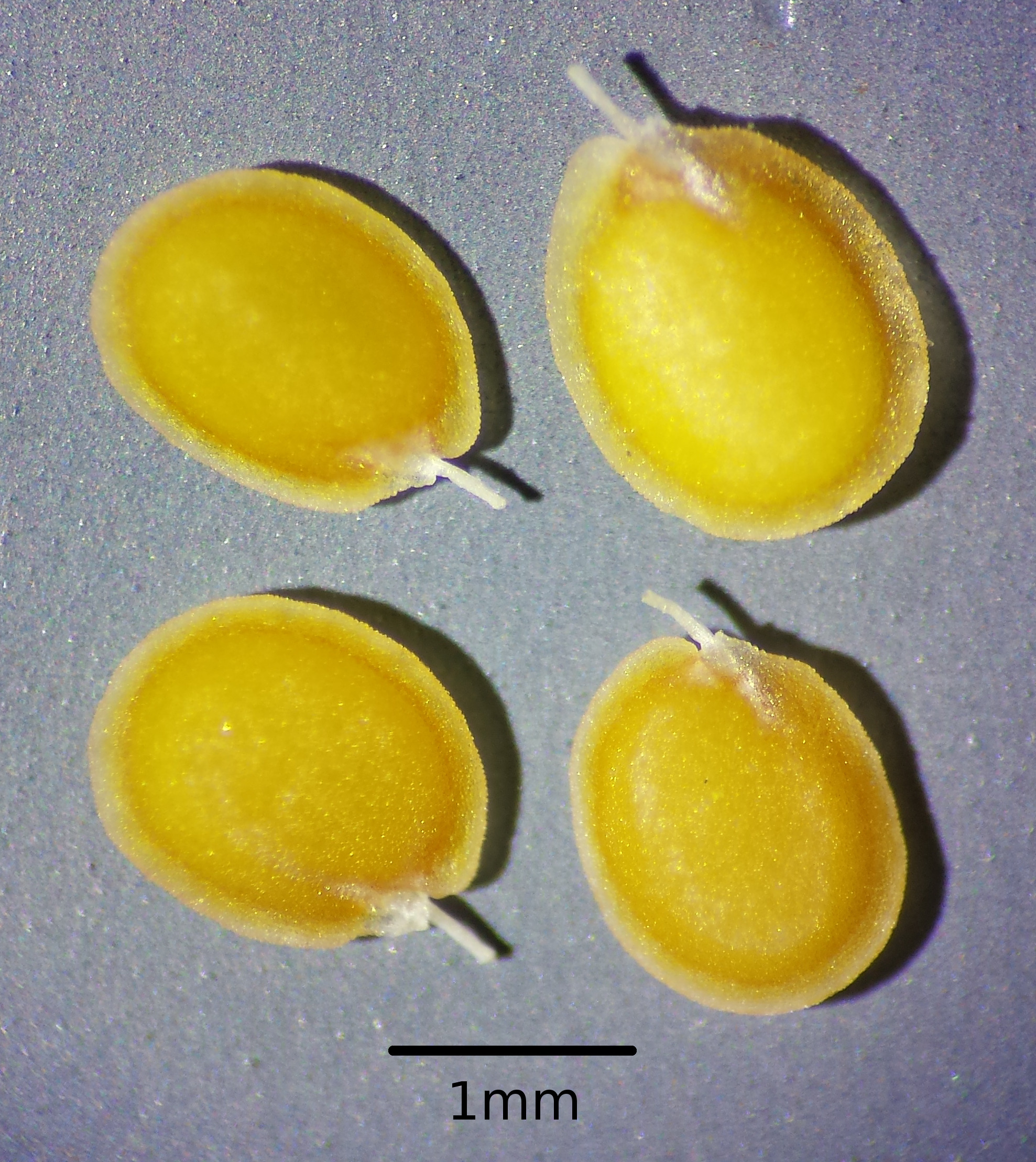
Geflügelte Samen